# Jenő Jandó
Jenő Jandó (Pécs (comtat de Baranya), 1 de febrer, 1952 – Budapest, 4 de juliol, 2023), Premi Kossuth i pianista hongarès guanyador del Premi Ferenc Liszt.

## Biografia
Va començar els seus estudis musicals als sis anys amb l'antiga professora de piano de la seva mare (Margit Weininger). Més tard va continuar els seus estudis de música i piano a l'escola de música de Pécs, després als 11 anys al conservatori de la ciutat (1960–1968), on les seves professores van ser Margit Weininger i Mariann Polgár. El 1968 va ser admès a l'Acadèmia de Música Ferenc Liszt de Budapest, on va ser primer alumne de Katalin Nemes i més tard de Pál Kadosa.
El 1970, tercer premi al Concurs de piano Beethoven de Budapest, el 1972 al Concurs György Cziffra de Versalles, i el 1975 segon premi al Concurs de piano Dino Ciani de Milà, el 1973 al Concurs de piano de la ràdio hongaresa i el 1977, el Sydney International També va guanyar el primer premi en un concurs de piano (categoria de música de cambra). Va acabar els seus estudis l'any 1974, després dels quals va ser professor de l'Acadèmia de Música Liszt Ferenc i solista de la Filharmònica Nacional.
Va actuar a moltes ciutats d'Europa, però també va anar a Austràlia, els Estats Units i el Japó. Va treballar amb directors com János Ferencsik, Ádám Fischer, Zoltán Kocsis, Lamberto Gardelli, András Ligeti, Giuseppe Patanè, Zoltán Peskó, Jurij Simonov i Antoni Wit.
Els seus enregistraments han estat aclamats per la crítica en nombroses prestigioses revistes internacionals. El compositor va gravar una selecció d'obres de Franz Liszt amb el seu propi instrument. El 1992, va rebre el Gran Premi de la Societat Liszt per haver gravat el concert pòstum per a piano de Liszt. Va gravar totes les obres per a piano de Béla Bartók, totes les sonates per a piano de Haydn, Mozart i Beethoven, les Wohltemperiertes Klavier de J.S. Bach, els concerts per a piano de Mozart, Grieg, Schumann, Dvořák i Brahms, les obres per a piano de Liszt i Schubert.
És un dels pocs concerts i enregistraments dels quals han estat elogiats per implementar fidelment les intencions del compositor. Va guanyar fama mundial com un dels millors intèrprets de la literatura de música clàssica estàndard (tenia totes les sonates per a piano de Beethoven, Mozart i Schubert, i 27 dels concerts per a piano de Mozart al seu repertori). Al mateix temps, també és reconegut com a intèrpret expert de les obres de Liszt i Bartók. Va tocar una selecció de les obres de Liszt en disc amb el propi instrument del compositor. El 1992 va rebre el Gran Premi de la Societat Liszt per l'enregistrament que va fer amb la discogràfica Hungaroton, on interpreta el concert pòstum per a piano de Liszt. Jenő Jandó sempre va mostrar un interès extraordinari per la música de cambra, i va considerar molt important la seva interpretació.

## Família
El seu pare, Jenő Jandó, va ser professor de música i compositor, i la seva mare fou pianista de concert. La seva dona Tamara Takács era cantant d'òpera.

## Premis més importants
- Liszt Ferenc-díj (1980)
- Érdemes művész (1987)
- Bartók–Pásztory-díj (1995)
- Kossuth-díj (1997)
- Magyar Klasszikus Zenei díj (2004)
- Bartók Béla-emlékdíj (2006)
- Magyar Művészetért díj (2008)
- Prima díj (2014)

## Els seus enregistraments publicats
Per conèixer la seva llarga llista d'enregistraments, aneu al seu arxiu de la Viquipèdia hongaresa.